# Lisa Westcott
Lisa Westcott (1948 – 30 de julho de 2024) foi uma maquiadora britânica. Venceu o Oscar de melhor maquiagem e penteados na edição de 2013 por Les Misérables, ao lado de Julie Dartnell.

## Filmografia selecionada
- Les Misérables (2012)
- Captain America: The First Avenger (2011)
- The Wolfman (2010)
- Miss Potter (2006)
- From Hell (2001)
- Shakespeare in Love (1998)
- Mrs Brown (1997)